# Amblyglyphidodon ternatensis
Amblyglyphidodon ternatensis là một loài cá biển thuộc chi Amblyglyphidodon trong họ Cá thia. Loài này được mô tả lần đầu tiên vào năm 1853.

## Từ nguyên
Từ định danh của loài được đặt theo tên của đảo Ternate, một hòn đảo thuộc quần đảo Maluku của Indonesia (hậu tố –ensis dùng để biểu thị nơi chốn).

## Phạm vi phân bố và môi trường sống
A. ternatensis được ghi nhận ở hầu hết vùng biển các nước Đông Nam Á hải đảo và một số các đảo quốc thuộc châu Đại Dương là Papua New Guinea, quần đảo Solomon, Vanuatu và Palau, cũng như tại quần đảo Trường Sa.
A. ternatensis đặc biệt sống gần những rạn san hô nhánh Acropora ở vùng biển ngoài khơi và trong các đầm phá, độ sâu đến ít nhất là 15 m.

## Loài nguy cấp
Theo Liên minh Bảo tồn Thiên nhiên Quốc tế (IUCN), có khoảng 30% đến 50% quần thể các loài san hô Acropora ở khu vực phân bố của A. ternatensis đang đứng trước nguy cơ bị tuyệt chủng. Do phụ thuộc vào môi trường sống san hô Acropora, hơn 30% quần thể của A. ternatensis được ước tính đã biến mất. Vì thế, loài này đang được xếp vào Loài sắp nguy cấp.

## Mô tả
A. ternatensis có chiều dài cơ thể tối đa được biết đến là 10 cm. A. ternatensis có màu vàng nhạt, ánh màu bạc. Vây bụng màu vàng giúp phân biệt loài này với Amblyglyphidodon batunaorum và Amblyglyphidodon curacao, hai loài có vây bụng trắng.
Số gai ở vây lưng: 13; Số tia vây ở vây lưng: 11–12; Số gai ở vây hậu môn: 2; Số tia vây ở vây hậu môn: 12–13.

## Sinh thái học
Cũng như những loài Amblyglyphidodon khác, A. ternatensis bố mẹ có nhiệm vụ bảo vệ và chăm sóc những quả trứng. Trứng có độ dính và bám chặt vào nền tổ (trên các nhánh san hô chết).